# Анания и Сапфира
Ана́ния и Сапфи́ра — персонажи книги Деяний святых апостолов. Эпизод, в котором участвуют Анания и его жена Сапфира, приведён в начале пятой главы книги.

## Содержание
В конце четвёртой главы рассказывается о массовом добровольном отказе от личной собственности в общине первых христиан и добровольной передаче всех средств на общие нужды.
Не было между ними никого нуждающегося; ибо все, которые владели землями или домами, продавая их, приносили цену проданного и полагали к ногам Апостолов; и каждому давалось, в чем кто имел нужду (Деян. 4:34-35).
В начале 5 главы повествуется, как член первохристианской иерусалимской общины Анания и его жена Сапфира предприняли попытку обмануть апостолов и утаить часть вырученных средств. Апостол Пётр публично разоблачает обманщиков, которых постигает Божья кара — оба они внезапно умирают, что приводит церковную общину в «великий страх».
Некоторый же муж, именем Анания, с женою своею Сапфирою, продав имение, утаил из цены, с ведома и жены своей, а некоторую часть принес и положил к ногам Апостолов. Но Петр сказал: Анания! Для чего ты допустил сатане вложить в сердце твое мысль солгать Духу Святому и утаить из цены земли? Чем ты владел, не твое ли было, и приобретенное продажею не в твоей ли власти находилось? Для чего ты положил это в сердце твоем? Ты солгал не человекам, а Богу. Услышав сии слова, Анания пал бездыханен; и великий страх объял всех, слышавших это. И встав, юноши приготовили его к погребению и, вынеся, похоронили. Часа через три после сего пришла и жена его, не зная о случившемся. Петр же спросил её: скажи мне, за столько ли продали вы землю? Она сказала: да, за столько. Но Петр сказал ей: что это согласились вы искусить Духа Господня? вот, входят в двери погребавшие мужа твоего; и тебя вынесут. Вдруг она упала у ног его и испустила дух. И юноши, войдя, нашли её мертвою и, вынеся, похоронили подле мужа её. И великий страх объял всю церковь и всех слышавших это (Деян. 5:1-11)

## Комментарии

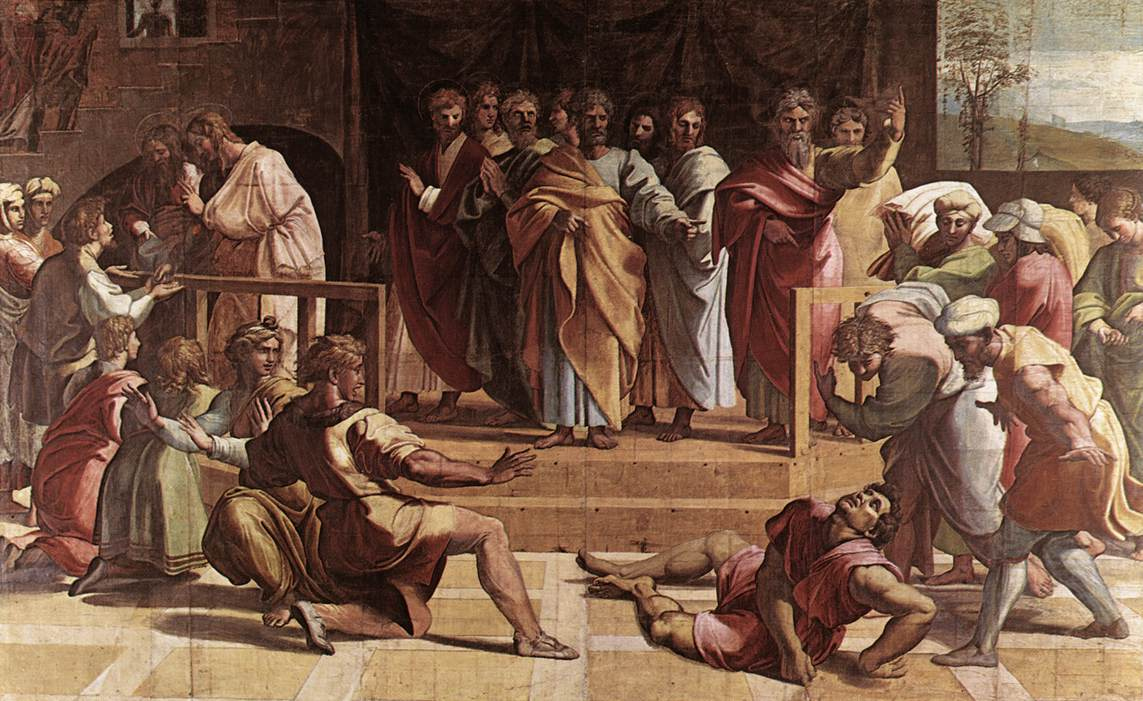
Смерть Анании. Рафаэль

По толкованию Иоанна Златоуста, смерть Анании и Сапфиры наступила не вследствие сильного потрясения, а как Божие наказание.
По мнению ряда богословов, эпизод с Ананией и Сапфирой, во-первых, показывает, сколь высок был нравственный уровень ранней общины, во-вторых, подчёркивает сильное желание единства в общинной жизни.
Комментаторы подчёркивают, что прегрешение Анании состояло не в том, что он присвоил деньги, они принадлежали ему, и он волен был поступить с ними как угодно, что подчеркнул и апостол Пётр в своей обвинительной речи, а в том, что пытался обмануть Бога и членов общины. Приводятся также параллели с книгой Иисуса Навина, в седьмой главе которой повествуется о Божьем гневе на Ахана, который вопреки запрету присвоил часть заклятых ценностей в Иерихоне. Для описания смерти как Анании, так и Сапфиры используется редкое греческое слово ἐξέψυξεν — «упал бездыханным», «испустил дух». У. К. Хобарт подчёркивал, что это слово встречается главным образом в медицинских текстах, и считал подтверждением профессиональной принадлежности евангелиста Луки к медикам. 
Некоторые авторы называли характер данного конкретного отрывка суеверно-простонародным и не исключали его более позднее, чем основной текст Деяний, происхождение.